# Convenzione sulle specie migratorie
La Convenzione sulla conservazione delle specie migratrici degli animali selvatici, o CMS, è una convenzione dell'UNEP con l'obiettivo di conservare le specie migratrici terrestri, marine e avicole in tutto il loro areale.

## Generalità
Entrata in vigore il 23 giugno 1979, la CMS è una delle poche convenzioni internazionali che protegga specie e habitat su una scala globale. La Convenzione conta al momento 80 Paesi aderenti.

## Obblighi delle Parti
Firmando la CMS, le Parti, si impegnano a lavorare insieme per la conservazione delle specie migratrici e dei loro habitat. In appendice I sono elencate le specie migratrici minacciate che necessitano misure di protezione piuttosto rigide. In Appendice II sono elencate specie per le quali i programmi di protezione possono avvenire attraverso la creazione di accordi multilaterali specifici.
- In Appendice I sono listate 85 specie migratrici in pericolo. La Convenzione ha un ruolo fondamentale nel focalizzare l'attenzione delle Parti su queste specie e in attuare delle politiche di conservazione delle stesse.  Tra questi possiamo citare la gru siberiana, l'aquila coda bianca (White-tailed eagle), la tartaruga embricata e la foca monaca.
- in Appendice II sono listate le specie migratrici che richiederebbero o che trarrebbero un significativo beneficio da accordi internazionali specifici, che possono variare da accordi multilaterali vincolanti a semplici protocolli di intesa.  La Convenzione richiede che insieme agli accordi vincolanti siano realizzati:
  - un piano per la conservazione e la gestione delle specie oggetto del trattato,
  - un piano per la conservazione e la restaurazione dei loro habitat,
  - il controllo dei fattori che impediscono la migrazione,
  - attività cooperativa di ricerca e monitoraggio,
  - diffusione di informazioni al grande pubblico e tra paesi partecipanti all'accordo.

## Gli accordi della Convenzione
A seguito della Convenzione sulle specie migratrici e delle indicazioni per le specie in appendice II, vari accordi multilaterali sono stati raggiunti in molte parti del mondo.
Tra questi, l'Italia ha ratificato tutti quelli di competenza territoriale come l'accordo sui pipistrelli in Europa (EUROBATS), sui Cetacei del Mediterraneo e il Mar Nero (ACCOBAMS) e sugli uccelli acquatici africani e euroasiatici (AEWA).
Esistono anche degli accordi di tipo minore (chiamati Memorandum of Understanding) come ad esempio sulla gru siberiana e sulle tartarughe marine.  Informazioni su tutti questi trattati si possono trovare sul sito della Convenzione.
| Accordo         | Campo di attività                                                  |
| --------------- | ------------------------------------------------------------------ |
| ACAP            | Protezione degli albatros e delle petrelle                         |
| AEWA            | Protezione degli uccelli acquatici africani e eurasiatici          |
| ACCOBAMS        | Protezione dei cetacei del Mediterraneo, mar Nero e mari collegati |
| ASCOBANS        | Protezione dei piccoli cetacei nel mar Baltico e nel mare del Nord |
| EUROBATS        | Protezione dei pipistrelli europei                                 |
| WADDENSEA SEALS | Protezione delle foche nel Mare di Wadden                          |